# Pseudobunaea bilineata
Pseudobunaea bilineata är en fjärilsart som beskrevs av Eugène Louis Bouvier 1928. Pseudobunaea bilineata ingår i släktet Pseudobunaea och familjen påfågelsspinnare. Inga underarter finns listade i Catalogue of Life.